# Birkirkara

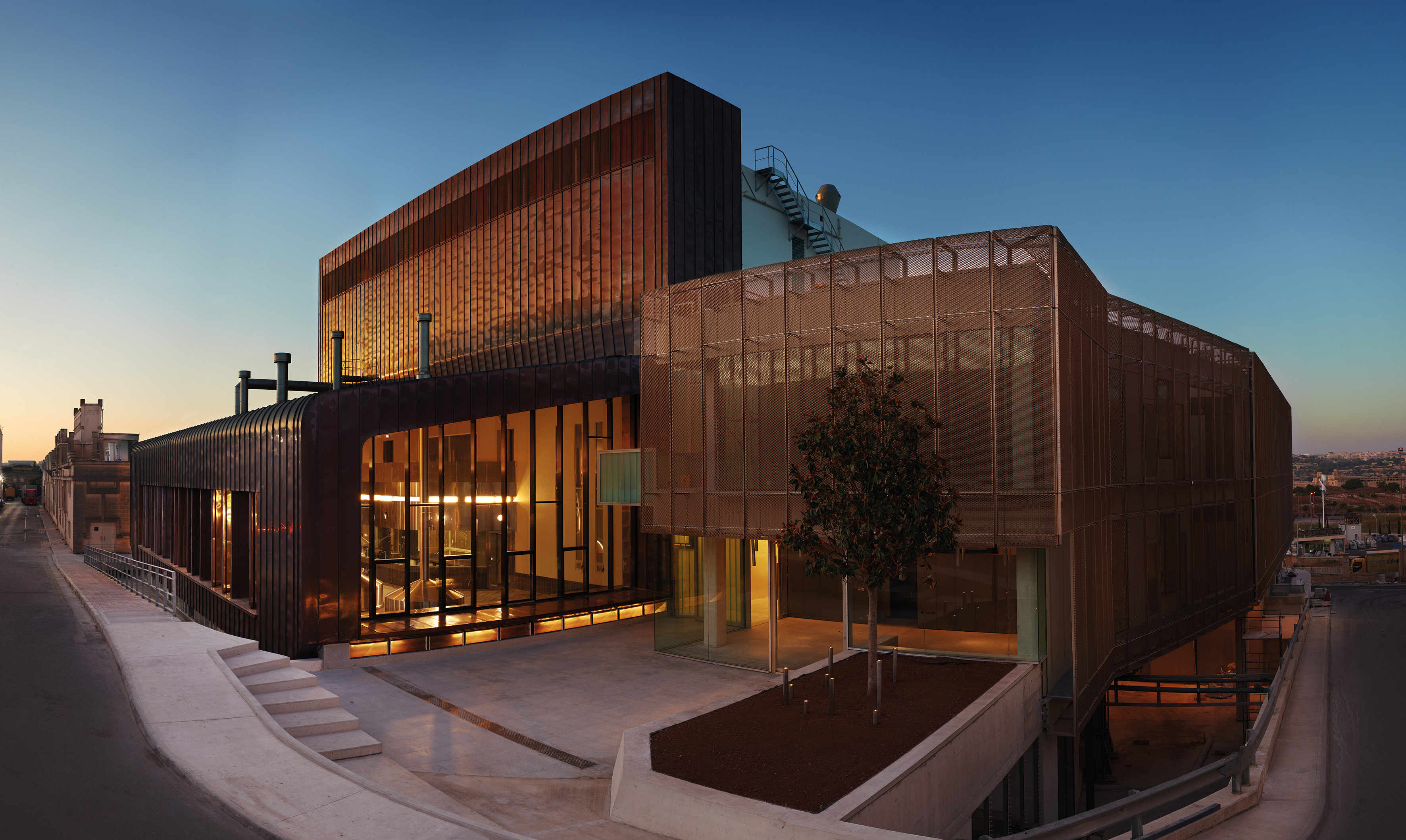
Fábrica de Cervezas Farsons

Birkirkara es una ciudad situada en el centro de Malta. Según el censo de 2021, tiene una población de 25 807 habitantes.
Fue la ciudad más grande y habitada del país hasta 2018, cuando fue superada por San Pawl il-Baħar. Es conocida como lugar de nacimiento de su expresidente, Edward Fenech Adami, y el líder opositor Alfred Sant. Birkirkara ha crecido como un importante centro comercial durante los últimos años, sin haber perdido por ello su encanto como ciudad.

## Lugares turísticos
Existen muchos lugares de interés en Birkirkara, entre los que se encuentra la localización del antiguo ferrocarril, actualmente convertido en jardín público. El tren fue utilizado como medio de transporte hasta 1931. Como atracción turística, la ciudad incluye los acueductos cerca de Miehel, y la basílica de St. Helen, una de las iglesias más hermosas del país, que cuenta además con la campana más grande de Malta. En esta ciudad se encuentran además dos parroquias autónomas: St. Helen y St. Mary, y uno de los más famosos colegios de Malta, el Colegio de St. Aloysius.

## Acontecimientos y costumbres
El principal acto religioso en la ciudad es el banquete de St. Helen, que los malteses celebran el 18 de agosto, o por traslado el primer domingo tras esta fecha. El acontecimiento central de la celebración es una procesión matinal, que parte de la basílica exactamente a las 8:00, y vuelve alrededor de las 10:45. La estatua utilizada es cargada sobre los hombros de los fieles y paseada a través de las principales vías de la ciudad.

## Deportes
La localidad es conocida por su club de balompié, activo desde los años 1950. A pesar de sus muchos jugadores brillantes, el equipo solo ha logrado ganar la liga en tres ocasiones en los últimos años. El club se llama Birkirkara FC y compite en la Liga Maltesa y la Copa de Malta.